# تشي إيدويوحنا كواكامي
تشي إيدويوحنا كواكامي (باليابانية: 川上 エドオジョン 智慧) (مواليد 21 أبريل 1998)، هو لاعب كرة قدم كان يلعب كلاعب وسط.

## وصلات خارجية
- تشي إيدويوحنا كواكامي على موقع رابطة كرة القدم اليابانية للمحترفين (اليابانية)
- تشي إيدويوحنا كواكامي على موقع قاعدة بيانات كرة القدم.إي يو (الإنجليزية)
- تشي إيدويوحنا كواكامي على موقع Soccerway.com (الإنجليزية)
- تشي إيدويوحنا كواكامي على موقع عالم كرة القدم.نت (الإنجليزية)